# Shimizu Muneharu

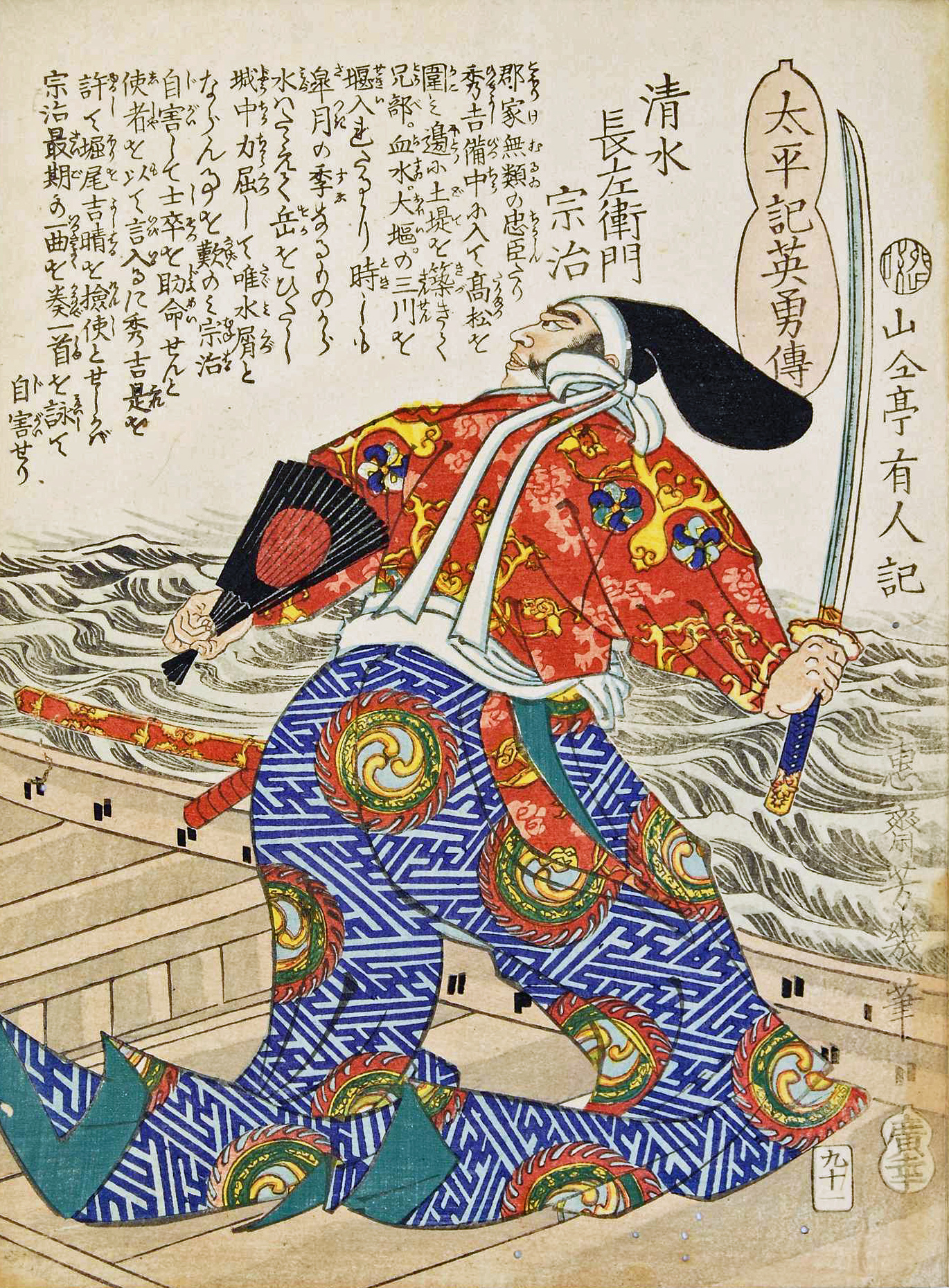
Shimizu Muneharu

Shimizu Muneharu (japanisch 清水 宗治; geboren 1537 in der Provinz Bitchū; gestorben 23. Juni 1582 in Takamatsu, Kreis Kayō (heute Stadt Okayama)) war ein japanischer Militärbefehlshaber in der Sengoku- und Azuchi-Momoyama-Zeit.

## Leben und Wirken
Shimizu Muneharu war allgemein als Saitarō (才太郎) bekannt und wurde später Chōzaemon-jō (長左衛門尉) genannt. Als Verwalter (国人領主, Kokujin ryōju) der Burg Shimizu (清水城) in der Provinz Bitchū (heute Stadt Sōja) heiratete er die Tochter von Ishikawa Hisataka (石川 久孝), dem Herrn der Burg Takamatsu, und diente unter dem Shogunat. Nach Hisatakas Tod starben seine Erben nacheinander, und so kämpften die Samurai unter dem Shogunat um die Nachfolge. Muneharu gewann die Auseinandersetzung und wurde so Herr von Takamatsu.
Zu dieser Zeit wuchs in der Provinz Bitchū die Macht des Mōri-Klans im Westen und die des Oda-Klans im Osten. Muneharu schloss sich dem Mōri-Klan an und diente unter Kobayakawa Takakage (小早川 隆景; 1533–1597). Im April 1582 luden ihn die Abgesandten von Hashiba Hideyoshi, Hachisuka Iemasa (蜂須賀家政: 1558–1639) und Kuroda Yoshitaka (黒田 孝高; 1546–1604), die von Oda Nobunaga beauftragt worden waren, ein, sich ihm anzuschließen, unter der Bedingung, dass sie zwei Provinzen, Bitchū und Bingo, erhalten würden. Muneharu lehnte die Einladung ab und bestätigte Mōri Terumoto, dass er den Mōri weiterhin treu sei.
Daraufhin beschlossen Hideyoshis Truppen, die Burg Takamatsu anzugreifen. Nach Abwägung des Geländes und anderer Faktoren beschlossen sie, den Fluss Ashimori (足守川) zu stauen und einen Wasserangriff durchzuführen. Die Regenzeit half ebenfalls, so dass die Burg Takamatsu teilweise unter Wasser stand. Kobayakawa und Kikkawa Motoharu (吉川 元春; 1530–1586), die gekommen waren, um die Burg zu retten, konnten nichts unternehmen. Hideyoshi erwartete Verstärkung darunter Oda selbst.
Daraufhin waren die Mōri bereit, Takamatsu und Muneharu aufzugeben, unter der Bedingung, dass sie selbst verschont würden. Als Hideyoshi die Nachricht von Nobunagas Tod (siehe Honnōji-Zwischenfall) erhielt, verheimlichte er die Neuigkeiten vor den Mōri, beschleunigte den Frieden mit Mōris Gesandtem, dem Priester Ankokuji Ekei (安国寺 恵瓊; 1539–1600), woraufhin der alleingelassene Muneharu Suizid beging.
Hideyoshi eilte nach Kyōto, um Akechi Mitsuhide auszuschalten und selbst Nachfolger Odas zu werden.